# 哈布斯堡的茱蒂絲
哈布斯堡的茱蒂絲（德語：Guta，1271年3月13日—1297年5月21日）是从1285年直至去世的波希米亞王后和波兰王后，德意志國王魯道夫一世的女兒，普热米斯尔王朝的国王瓦茨拉夫二世的妻子。

## 家庭
1285年，茱蒂絲與波希米亞國王溫塞斯拉斯二世結婚，兩人共有1子3女：
1. 溫塞斯拉斯三世（1289年—1306年）
2. 安娜（英语：Anne of Bohemia (1290–1313)）（1290年—1313年）
3. 艾莉絲卡（1292年—1330年），神聖羅馬皇帝查理四世的母親
4. 瑪克塔（英语：Margaret of Bohemia, Duchess of Wroclaw）（1296年—1322年）